# ITunes Originals – Ред Хот Чили Пепърс
iTunes Originals – Red Hot Chili Peppers е виртуален албум на американската фънк рок група Ред Хот Чили Пепърс, издаден през 2006 специално за iTunes.
Албумът съдържа изпълнения на живо на повечето популярни песни на групата, както и коментари на членовете за кариерата им. Включен е и видео материал с коментари, в които и Рик Рубин, продуцент на последните 5 албума на групата, взема участие.